# 白令海鉤棘杜父魚
白令海鉤棘杜父魚，為輻鰭魚綱鮋形目杜父魚亞目杜父魚科的其中一種，為溫帶海水魚，分布於北太平洋白令海、阿拉斯加科迪亞克島海域，棲息深度0-20公尺，體長可達7公分，棲息在潮池，生活習性不明。

## 扩展阅读
維基物種上的相關：白令海鉤棘杜父魚